# Nils Hafner
Nils Hafner (* 17. Mai 1973 in Hamburg) ist ein deutscher Wirtschaftswissenschaftler.

## Leben
Hafner besuchte bis 1992 das Friedrich-Schiller-Gymnasium in Preetz, Holstein. Er studierte von 1992 bis 1997 Betriebswirtschaftslehre, Psychologie, Philosophie und Neuere Geschichte an der Christian-Albrechts-Universität zu Kiel, der Fachhochschule Kiel und der Universität Rostock. An der Universität Rostock wurde er 2000 mit einer Dissertation über „Servicequalität des Telefonmarketing“ promoviert.
Von 2000 bis 2002 arbeitete er als Practiceleader Customer-Relationship-Management bei Computer Sciences Corporation in Bern und Zürich. Anschließend war er bis 2006 Unternehmensberater und Partner bei der customer world ag. Außerdem hielt er zwischen 2002 und 2006 Vorlesungen an der Zürcher Hochschule für Angewandte Wissenschaften. 2006 bis 2016 unterrichtete er Customer-Relationship-Management auch an der Hochschule für Wirtschaft Zürich.
Seit 2007 ist Nils Hafner als Professor an der Hochschule Luzern tätig. Er forscht, doziert und publiziert primär zum Gebiet des Customer-Relationship-Management (CRM) und des Managements von Kundenerlebnissen bei Dienstleistungsunternehmen. Zusätzlich ist er Geschäftsführer der Customer Competencies Institut Dr. Hafner GmbH in Kreuzlingen.
Hafner ist verheiratet und hat eine Tochter. Die Familie wohnt in der Schweiz.
Nils Hafner ist Mitglied der Initiative MTP – Marketing zwischen Theorie und Praxis e. V., deren Alumni er von 2012 bis 2016 und 2018 bis 2020 als Vorstand betreute.

## Publikationen
- Die Kunst der Kundenbeziehung: Die besten Ratschläge für ein langfristig profitables CRM, Haufe Verlag, München und Freiburg, 2017, ISBN 978-3648104002
- mit Rémon Elsten: Kundendialogmanagement – An allen Touchpoints: online, Offline, Mobil, Contact center, Web, Vertrieb und Service. BPX Verlag, Rheinfelden/Schweiz, ISBN 978-3-905413-49-6.
- mit Imke Keimer und Ulrich Egle (2015). KPIs zur Steuerung von Customer Contact Centern. Realisierung des Benchmarking-Tools Service Excellence Cockpit im Rahmen des KTI-Projekts Dialogmonitor (1-3). Luzern: HSLU
- mit Rémon Elsten: CRM – Kundenmanagement zwischen Umsatzausbau und Effizienz. BPX Verlag, Rheinfelden/Schweiz, ISBN 978-3-905413-02-1.
- mit Uta Jüttner, Katarina Windler, Dorothea Schaffner und Anja Zimmermann: Kundenerlebnismanagement - Praxisorientierte Handlungsanleitungen für Dienstleistungsunternehmen. Toolbox Buch mit CD. Zürich 2012, ISBN 978-3-7155-9575-7.
- mit José Carlos Rageth: CRM für KMU? – Erfolgreiches CRM für einmal keine Frage der Größe. BPX Edition, Rheinfelden/Schweiz 2006, ISBN 3-905413-08-6.
- Servicequalität des Telefonmarketings: Operationalisierung und Messung der Dienstleistungsqualität im Call Center. (= Gabler Edition Wissenschaft. Marketing- und Innovationsmanagement). DUV Gabler, Wiesbaden 2001, ISBN 3-8244-7327-5.